# Segno

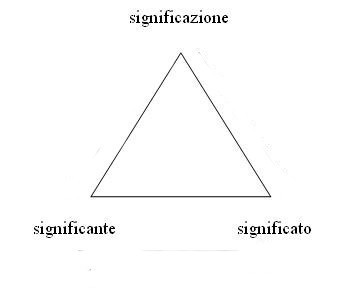
Il triangolo semiotico.

In semiotica, il segno è definito "qualcosa che sta per qualcos'altro, a qualcuno in qualche modo". È considerato una unità discreta di significato: un sistema, composto da un segnale, una referenza e un referente, che rinvia ad un contenuto. La semiotica studia la capacità del segno di dare la possibilità a chi interpreta di comprenderne il contenuto.
Secondo Louis Hjelmslev, il segno può essere definito anche come espressione di un contenuto. Secondo Charles Peirce un sinonimo di sign è representamen. Secondo Ferdinand de Saussure, il segno è l'unione di significante e significato.

## Modelli del segno

### Modello classico
Il modello classico del segno prende le basi dalle ricerche di Platone, di Aristotele, di sant'Agostino, di Gottlob Frege e dall'opera Il significato del significato di Charles Kay Ogden e I. A. Richards. Questo modello consta di tre elementi: un referente (ciò di cui si parla), che viene espresso da un segno attraverso un concetto (o idea). Graficamente, il modello è un triangolo che collega segno-concetto-referente, senza poter passare direttamente dal segno al referente. Il punto debole di questo schema è l'assenza di una finalità di questa interpretazione.

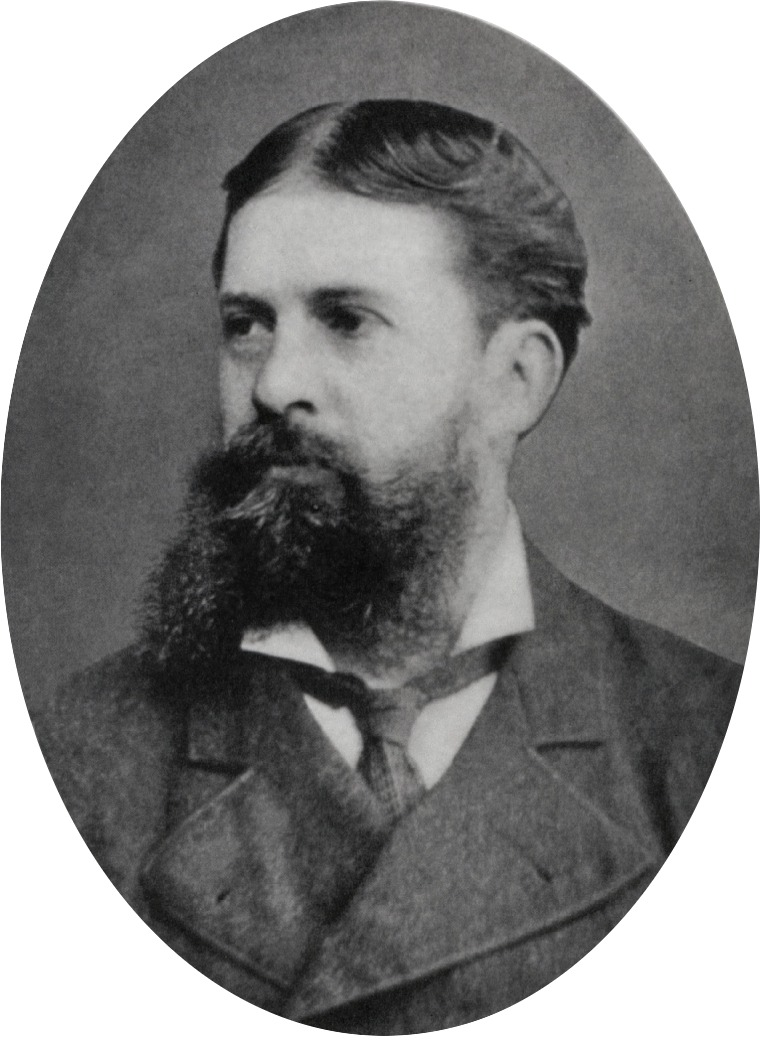
Charles Sanders Peirce.

### Modello di Peirce
Il problema non è stato superato da Charles Peirce (1839-1914), padre della moderna semiotica, che ha riproposto uno schema simile a quello classico, ma più complesso. In questo caso, i tre elementi sono tutti direttamente collegati fra loro: il representamen (ossia ciò che rappresenta l'oggetto), l'interpretante (ovvero come si interpreta l'oggetto) e l'oggetto stesso. L'oggetto considerato all'interno di questo schema è definito immediato, cioè il risultato dell'interpretazione stessa. Ad esso si oppone quello dinamico, che non può essere all'interno del triangolo perché è l'oggetto al di là di ogni interpretazione, che deve comunque tendere a raggiungerlo.
Questo avvicinamento all'oggetto dinamico è detto semiosi: secondo la teoria della semiosi illimitata, un representamen viene interpretato come oggetto immediato, che a sua volta diviene representamen per un'altra interpretazione che tenderà a raggiungere l'oggetto dinamico.

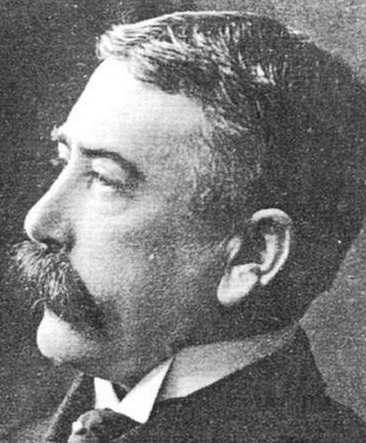
Ferdinand de Saussure.

### Modello di Saussure
Il modello più noto del segno linguistico è quello delineato da Ferdinand de Saussure (1857-1913), padre della linguistica strutturale. Esso si basa sul dualismo tra significante e significato. Il significante è la parte fisicamente percepibile del segno linguistico: l'insieme degli elementi fonetici e grafici che vengono associati ad un significato (che invece è un concetto mentale), che rimanda all'oggetto (il referente, ciò di cui si parla, un elemento extralinguistico). Saussure, in una elaborazione raffinata, arriva a concepire il significante come entità rigorosamente mentale: se si riduce il significante a un'entità materiale, allora esso non può entrare in campo se non al momento in cui la messa in atto di un sistema di manifestazione traduce un racconto in immagini, suoni, azioni svolte dal vivo, in qualcosa insomma che si manifesti ai nostri sensi; ciò è controfattuale, poiché chiunque può percepire che una storia, o semplicemente un segno, disegnano nella propria mente una struttura espressiva portatrice di definiti significati, disegnano un significante che la mente può osservare e che può dunque veramente essere oggetto di una teoria della narrazione. Significante e significato sono stati interpretati come due facce di una medaglia: sono inscindibili e si rinviano continuamente a vicenda.
Il legame tra significante e significato nelle lingue storico-naturali è normalmente arbitrario, anche se talora vi sono elementi di iconicità, per esempio nelle onomatopee e in altri casi di fonosimbolismo.

## Tipi di segni
Fu sant'Agostino il primo a classificare due tipi di segni. I primi sarebbero i segni naturali, cioè tutti quei segni che non sono stati creati per significare qualcosa, ma che rimandano ad altri oggetti per l'esperienza. Ad esempio, una nuvola rimanda all'idea di pioggia non perché è stata creata per comunicare questa azione. Poi vi sarebbero i segni artificiali, cioè creati proprio per la comunicazione. Sono detti anche segni intenzionali proprio perché alle spalle c'è l'intenzione di trasmettere un concetto.
I segni del primo tipo sono detti anche indizi, per distinguerli da quei segni non artificiali, come il linguaggio, che però servono a comunicare.

### Classificazione dei segni secondo Peirce
I segni vengono suddivisi per categorie di conoscenza in segni iconici, segni indicali e segni simbolici o codici. Nel primo caso il significante è simile al significato, nel secondo caso vi è una connessione fisica con il significato e nel terzo caso vi è una relazione convenzionale e arbitraria tra significante e significato.